# Guatemala en los Juegos Panamericanos
Guatemala es uno de los países que ha participado en los Juegos Panamericanos de manera ininterrumpida desde la primera edición, realizada en Argentina en 1951.
El país está representado en los Juegos Panamericanos por el Comité Olímpico Guatemalteco.
A la fecha, la delegación guatemalteca ha conseguido un total de 94 medallas: 22 de oro, 24 de plata y 48 de bronce.
Su mejor participación la tuvo en los Juegos Panamericanos de Guadalajara 2011 al haber ganado 7 medallas de oro, 3 de plata y 5 de bronce.

## Medallero histórico
| Año   | País                               | Sede             | Posición |    |    |    |     |
| ----- | ---------------------------------- | ---------------- | -------- | -- | -- | -- | --- |
| 1951  | Bandera de Argentina               | Buenos Aires     | 15/21    | 0  | 0  | 3  | 3   |
| 1955  | Bandera de México                  | Ciudad de México | 11/22    | 1  | 0  | 1  | 2   |
| 1959  | Bandera de Estados Unidos          | Chicago          | 17/25    | 0  | 0  | 1  | 1   |
| 1963  | Bandera de Brasil                  | São Paulo        | 15/22    | 0  | 2  | 0  | 2   |
| 1967  | Bandera de Canadá                  | Winnipeg         | 22/29    | 0  | 0  | 0  | 0   |
| 1971  | Bandera de Colombia                | Cali             | 15/32    | 1  | 0  | 0  | 1   |
| 1975  | Bandera de México                  | Ciudad de México | 20/33    | 0  | 0  | 1  | 1   |
| 1979  | Bandera de Puerto Rico             | San Juan         | 22/34    | 0  | 0  | 0  | 0   |
| 1983  | Bandera de Venezuela               | Caracas          | 19/36    | 0  | 0  | 1  | 1   |
| 1987  | Bandera de Estados Unidos          | Indianápolis     | 22/38    | 0  | 0  | 2  | 2   |
| 1991  | Bandera de Cuba                    | La Habana        | 16/39    | 0  | 1  | 5  | 6   |
| 1995  | Bandera de Argentina               | Mar de la Plata  | 12/42    | 1  | 1  | 6  | 8   |
| 1999  | Bandera de Canadá                  | Winnipeg         | 10/42    | 2  | 1  | 1  | 4   |
| 2003  | Bandera de la República Dominicana | Santo Domingo    | 17/42    | 0  | 3  | 9  | 12  |
| 2007  | Bandera de Brasil                  | Río de Janeiro   | 14/42    | 2  | 3  | 2  | 7   |
| 2011  | Bandera de México                  | Guadalajara      | 11/42    | 7  | 3  | 5  | 15  |
| 2015  | Bandera de Canadá                  | Toronto          | 10/42    | 6  | 1  | 3  | 10  |
| 2019  | Bandera de Perú                    | Lima             | 16/42    | 2  | 9  | 8  | 19  |
| 2023  | Bandera de Chile                   | Santiago         | 14/41    | 2  | 4  | 12 | 18  |
| Total | Total                              |                  | 14/42    | 24 | 28 | 60 | 112 |

### Medallas por deporte
La siguiente tabla muestra las medallas obtenidas por deporte, ordenadas por preseas de oro, plata y bronce.
| Deporte           |    |    |    |     |
| ----------------- | -- | -- | -- | --- |
| Tiro              | 6  | 2  | 5  | 13  |
| Vela              | 4  | 0  | 3  | 7   |
| Atletismo         | 3  | 5  | 8  | 16  |
| Bádminton         | 2  | 2  | 5  | 9   |
| Gimnasia          | 2  | 2  | 2  | 6   |
| Pentatlón moderno | 2  | 1  | 1  | 4   |
| Karate            | 2  | 0  | 4  | 6   |
| Taekwondo         | 1  | 2  | 4  | 7   |
| Halterofilia      | 0  | 2  | 1  | 3   |
| Natación          | 0  | 1  | 2  | 3   |
| Ciclismo          | 0  | 1  | 1  | 2   |
| Lucha             | 0  | 1  | 1  | 2   |
| Patinaje          | 0  | 1  | 1  | 2   |
| Bowling           | 0  | 1  | 0  | 1   |
| Golf              | 0  | 1  | 0  | 1   |
| Raquetbol         | 0  | 1  | 0  | 1   |
| Tiro con arco     | 0  | 1  | 0  | 1   |
| Remo              | 0  | 0  | 4  | 4   |
| Boxeo             | 0  | 0  | 2  | 2   |
| Clavados          | 0  | 0  | 1  | 1   |
| Fisicoculturismo  | 0  | 0  | 1  | 1   |
| Fútbol            | 0  | 0  | 1  | 1   |
| Squash            | 0  | 0  | 1  | 1   |
| Tenis             | 0  | 0  | 1  | 1   |
| 24 deportes       | 24 | 28 | 60 | 112 |